# Pontiac G8
O G8 é um automóvel de porte grande da Pontiac e basicamente era uma versão da marca, assim como o Chevrolet Omega, derivado do australiano Holden Commodore em suas várias gerações.